# ألفريدو سالديفار
ألفريدو سالديفار (بالإسبانية: Alfredo  Saldívar)‏ هو لاعب كرة قدم مكسيكي في مركز حراسة المرمى، ولد في 9 فبراير 1990 في مدينة مكسيكو في المكسيك. لعب مع نادي ديبورتيفو تولوكا.

## وصلات خارجية
- ألفريدو سالديفار على موقع قاعدة بيانات كرة القدم.إي يو (الإنجليزية)
- ألفريدو سالديفار على موقع Soccerway.com (الإنجليزية)
- ألفريدو سالديفار على موقع AS.com (الإسبانية)